# تپه گرد
تپه گرد مربوط به سده ۷ - ۸ ق است و در شهرستان فریمان، بخش قلندر آباد، ۲ کیلومتری شرق روستای سرچشمه محمدآباد واقع شده و این اثر در تاریخ ۱۷ مرداد ۱۳۸۳ با شمارهٔ ثبت ۱۱۰۲۷ به‌عنوان یکی از آثار ملی ایران به ثبت رسیده‌است.